# Riserva naturale di Tigrovaya Balka
La riserva naturale di Tigrovaya Balka è un'area protetta situata in Tagikistan, nei pressi del confine afghano, nell'area dove i fiumi Vachš e Pjandž si uniscono a formare l'Amu Darya. Si estende da sud-ovest a nord-est per più di 40 km.
Il 20 settembre 2023 le sue foreste di tugai sono state iscritte nella Lista dei patrimoni dell'umanità dell'UNESCO dalla quarantacinquesima sessione del Comitato del patrimonio mondiale riunito a Riad.

## Geografia
La maggior elevazione del parco raggiunge circa 1200 m sul livello del mare. Il clima è continentale e arido; l'area di Tigrovaya Balka comprende vari habitat, tra cui semideserti, praterie simili a savane con alberi di pistacchio e i caratteristici tugai, boschetti rivieraschi di pioppi, oleastri russi ed erbe alte.

## Fauna
Quest'area costituì una delle ultime roccaforti della tigre del Caspio, le cui tracce nella riserva vennero viste per l'ultima volta nel 1953. Oggi Tigrovaya Balka è ancora la dimora di quella che era la principale preda delle tigri, il raro cervo di Bukara. Tra le altre grandi specie della riserva ricordiamo iene striate, sciacalli, gatti della giungla, cinghiali, gazzelle subgutturose, istrici, nutrie (introdotte dall'uomo), lupi, volpi rosse e, sulle colline, anche urial.